# Dar es Salaam
Dar es Salaam (tiếng Ả Rập: دار السلام [dịch nghĩa: "Nơi ở Hòa bình"] Dār as-Salām]), tên trước đây là Mzizima, thành phố lớn nhất ở Tanzania. Đây cũng là thành phố giàu nhất Tanzania và là một trung tâm kinh tế quan trọng của khu vực. Dar es Salaam thực tế là một tỉnh hành chính bên trong Tanzania, bao gồm 3 khu vực chính quyền địa phương hay 3 quận: Kinondoni về phía bắc, Ilala ở giữa và Temeke ở phía nam. Vùng Dar es Salaam có dân số 2.497.940 người theo điều tra năm 2002. Dù Dar es Salaam đã thôi giữ vị trí thủ đô và được thay bằng Dodoma năm 1996, thành phố này vẫn là nơi đóng các cơ quan chính quyền trung ương và tiếp tục là thủ phủ của vùng Dar es Salaam xung quanh.

## Khí hậu

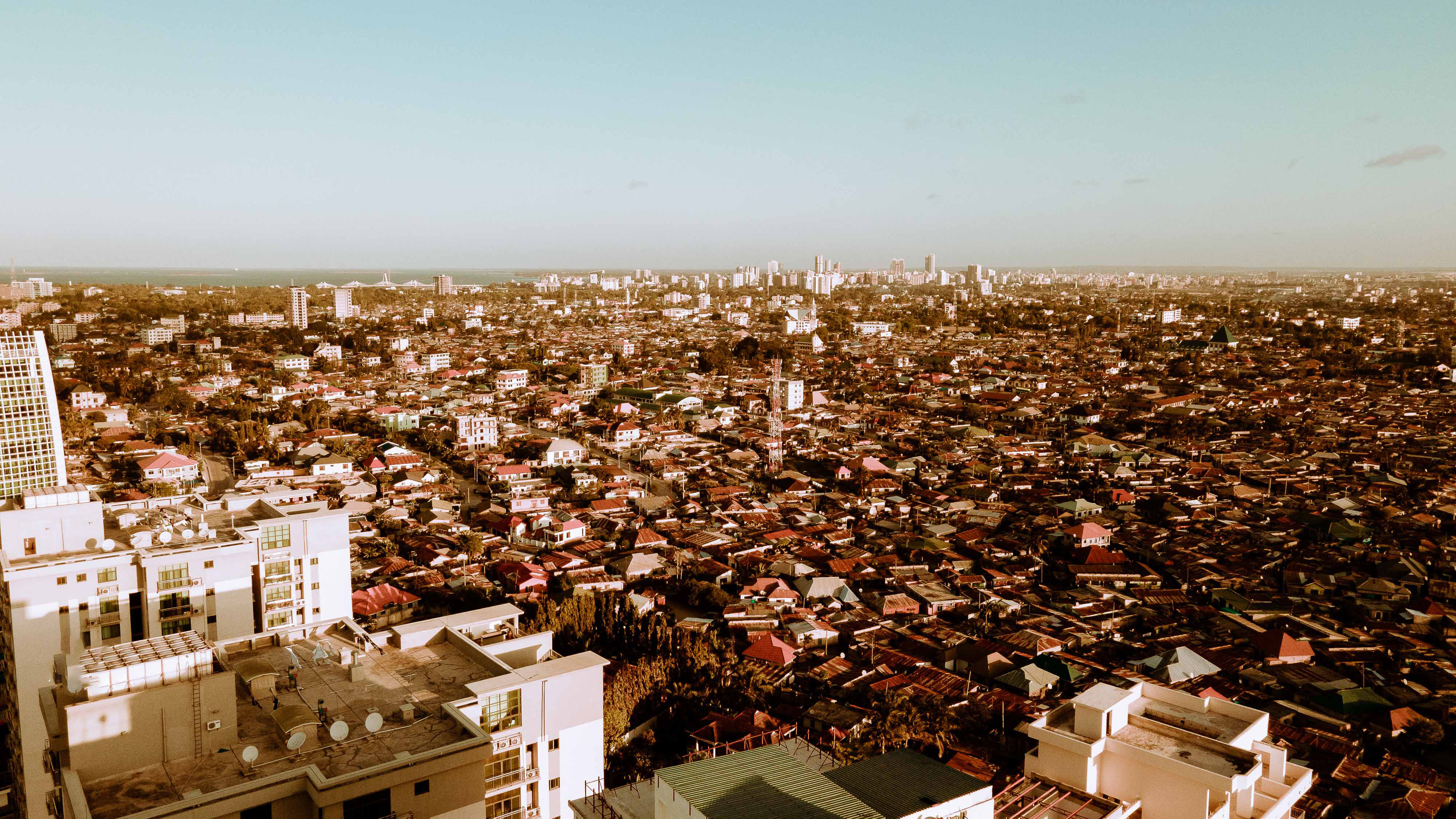
Dar es Salaam

Dar es Salaam có khí hậu xavan (phân loại khí hậu Köppen Aw).
| Dữ liệu khí hậu của Dar es Salaam   | Dữ liệu khí hậu của Dar es Salaam | Dữ liệu khí hậu của Dar es Salaam | Dữ liệu khí hậu của Dar es Salaam | Dữ liệu khí hậu của Dar es Salaam | Dữ liệu khí hậu của Dar es Salaam | Dữ liệu khí hậu của Dar es Salaam | Dữ liệu khí hậu của Dar es Salaam | Dữ liệu khí hậu của Dar es Salaam | Dữ liệu khí hậu của Dar es Salaam | Dữ liệu khí hậu của Dar es Salaam | Dữ liệu khí hậu của Dar es Salaam | Dữ liệu khí hậu của Dar es Salaam | Dữ liệu khí hậu của Dar es Salaam |
| Tháng                               | 1                                 | 2                                 | 3                                 | 4                                 | 5                                 | 6                                 | 7                                 | 8                                 | 9                                 | 10                                | 11                                | 12                                | Năm                               |
| ----------------------------------- | --------------------------------- | --------------------------------- | --------------------------------- | --------------------------------- | --------------------------------- | --------------------------------- | --------------------------------- | --------------------------------- | --------------------------------- | --------------------------------- | --------------------------------- | --------------------------------- | --------------------------------- |
| Cao kỉ lục °C (°F)                  | 35.0 (95.0)                       | 35.2 (95.4)                       | 35.0 (95.0)                       | 35.0 (95.0)                       | 32.9 (91.2)                       | 33.0 (91.4)                       | 31.8 (89.2)                       | 31.9 (89.4)                       | 33.8 (92.8)                       | 33.7 (92.7)                       | 34.0 (93.2)                       | 34.5 (94.1)                       | 35.2 (95.4)                       |
| Trung bình ngày tối đa °C (°F)      | 31.8 (89.2)                       | 32.4 (90.3)                       | 32.1 (89.8)                       | 30.7 (87.3)                       | 29.8 (85.6)                       | 29.3 (84.7)                       | 28.9 (84.0)                       | 29.4 (84.9)                       | 30.3 (86.5)                       | 30.9 (87.6)                       | 31.4 (88.5)                       | 31.6 (88.9)                       | 30.7 (87.3)                       |
| Tối thiểu trung bình ngày °C (°F)   | 23.5 (74.3)                       | 23.3 (73.9)                       | 22.8 (73.0)                       | 22.4 (72.3)                       | 21.3 (70.3)                       | 19.2 (66.6)                       | 18.2 (64.8)                       | 18.1 (64.6)                       | 18.4 (65.1)                       | 19.7 (67.5)                       | 21.3 (70.3)                       | 22.8 (73.0)                       | 20.9 (69.6)                       |
| Thấp kỉ lục °C (°F)                 | 18.1 (64.6)                       | 18.4 (65.1)                       | 19.6 (67.3)                       | 19.6 (67.3)                       | 16.2 (61.2)                       | 14.4 (57.9)                       | 13.7 (56.7)                       | 12.8 (55.0)                       | 14.3 (57.7)                       | 15.8 (60.4)                       | 17.6 (63.7)                       | 18.8 (65.8)                       | 12.8 (55.0)                       |
| Lượng mưa trung bình mm (inches)    | 76.3 (3.00)                       | 54.9 (2.16)                       | 138.1 (5.44)                      | 254.2 (10.01)                     | 197.8 (7.79)                      | 42.9 (1.69)                       | 25.6 (1.01)                       | 24.1 (0.95)                       | 22.8 (0.90)                       | 69.3 (2.73)                       | 125.9 (4.96)                      | 117.8 (4.64)                      | 1.149,7 (45.26)                   |
| Số ngày mưa trung bình (≥ 1.0 mm)   | 7                                 | 4                                 | 11                                | 18                                | 13                                | 5                                 | 4                                 | 4                                 | 3                                 | 5                                 | 8                                 | 9                                 | 91                                |
| Độ ẩm tương đối trung bình (%)      | 77                                | 76                                | 80                                | 84                                | 81                                | 78                                | 77                                | 76                                | 75                                | 76                                | 78                                | 78                                | 79                                |
| Số giờ nắng trung bình tháng        | 235.6                             | 223.2                             | 213.9                             | 156.0                             | 213.9                             | 222.0                             | 223.2                             | 266.6                             | 252.0                             | 275.9                             | 252.0                             | 241.8                             | 2.776,1                           |
| Số giờ nắng trung bình ngày         | 7.6                               | 7.9                               | 6.9                               | 5.2                               | 6.9                               | 7.4                               | 7.2                               | 8.6                               | 8.4                               | 8.9                               | 8.4                               | 7.8                               | 7.6                               |
| Nguồn 1: Tổ chức Khí tượng Thế giới |                                   |                                   |                                   |                                   |                                   |                                   |                                   |                                   |                                   |                                   |                                   |                                   |                                   |
| Nguồn 2: Deutscher Wetterdienst     |                                   |                                   |                                   |                                   |                                   |                                   |                                   |                                   |                                   |                                   |                                   |                                   |                                   |

## Thành phố kết nghĩa
- Hamburg, Đức[3]
- Mumbai, Ấn Độ
- Samsun, Thổ Nhĩ Kỳ
- Thường Châu, Trung Quốc
- Sari, Iran